# Dürrekatastrophe im südlichen Afrika und in Ostafrika ab 2015

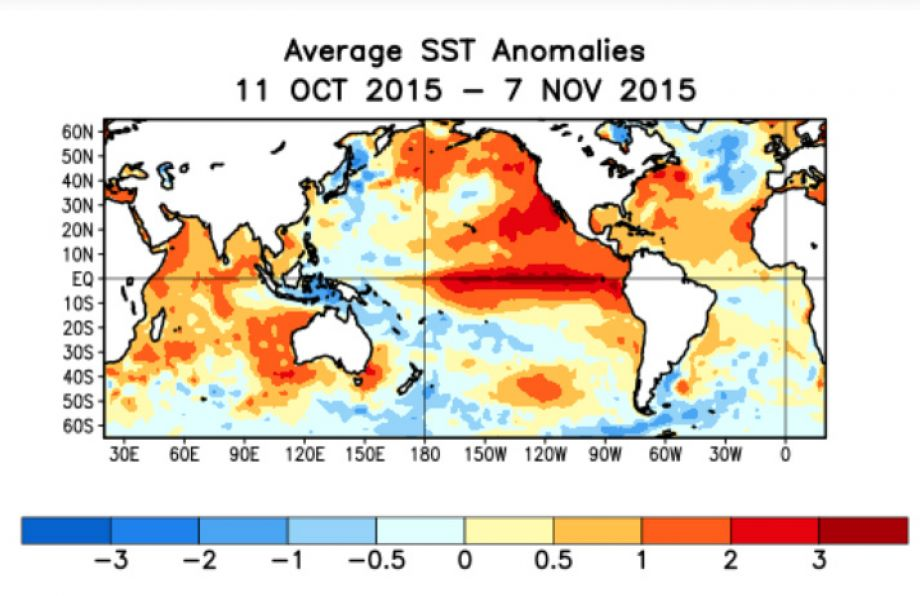
Abweichung der Meerestemperaturen vom Durchschnitt im Oktober/November 2015

Die Dürrekatastrophe im südlichen Afrika und Ostafrika führte 2015 und 2016, gebietsweise auch 2017, zur Ausrufung des Ausnahmezustands in mehreren Staaten. Als Ursache wird das periodisch auftretende Wetterphänomen El Niño angesehen. Die Erderhitzung führt seit einigen Jahrzehnten zu einer Verstärkung der Intensität und Häufigkeit von Dürreperioden.
Seit 2021 erleidet Ostafrika eine neue Dürrekatastrophe, die weiter anhält (Stand: Oktober 2022).

## Meteorologische Ursachen und Verlauf
Bereits 2014 wurden erste Vorzeichen eines El-Niño-Phänomens registriert. Im Jahr 2015 erschienen die sich abzeichnenden Wetterereignisse mit dem extrem starken Auftreten des El Niño von 1997/1998 vergleichbar. 2016 gingen Meteorologen der NOAA davon aus, dass das gegenwärtige Phänomen das stärkste jemals beobachtete sein könnte.
Zu den regelmäßigen Folgen des El Niño gehört eine geringere Sommer-Niederschlagsmenge in den Ländern Simbabwe, Sambia, Mosambik und Botswana, während Südafrika, Lesotho und Eswatini üblicherweise kaum betroffen sind. In Teilen Ostafrikas kommt es hingegen normalerweise zu vermehrten Regenfällen.
Dürren herrschten zeitgleich in Vorderasien, in Indien und Südasien und in Chile.
Im Mai 2016 nahmen die meteorologischen Auswirkungen im südlichen Afrika stark ab.

## Auswirkungen im südlichen Afrika
Der Osten des südlichen Afrikas wurden wegen des weitgehenden Ausbleibens der sonst üblichen Sommerniederschläge schwer getroffen. Rund 14 Millionen Menschen drohte im Februar 2016 eine Hungersnot. In großen Teilen der Region blieb die Ernte aus, starb Vieh und fielen Flüsse und Wasserspeicher trocken. Die Schwäche der Währungen, besonders des südafrikanischen Rand, führte zu zusätzlichen Problemen durch steigende Preise.
In Lesotho wurde der Ausnahmezustand am 22. Dezember 2015 ausgerufen, in Teilen Simbabwes Anfang Februar 2016, in Swasiland am 18. Februar 2016, in Malawi im April 2016. In Lesotho war mehr als ein Drittel der Bevölkerung von Hunger betroffen; die Regierung bat ausländische Partner um Hilfe. In Malawi benötigen fast drei Millionen Menschen Nahrungsmittelhilfe.
Südafrika erlebte die schwerste Dürre seit Beginn seiner Wetteraufzeichnungen von vor über 100 Jahren. Wegen ausbleibender Ernten musste die Hälfte des benötigten Maismehls eingeführt werden. Besonders die Provinz Freistaat, in der durchschnittlich 44 Prozent der Maisernte Südafrikas erzeugt werden, litt unter der Dürre. In KwaZulu-Natal waren im November 2015 rund 150.000 Menschen auf Katastrophenhilfe angewiesen. In der Provinz Gauteng wurde das Trinkwasser rationiert. In diesem großen Ballungsraum konnten die Wasseraufbereitungssysteme von Rand Water den Bedarf zeitweilig nicht decken. Auf dem Gebiet von KwaZulu-Natal erreichten einige Trinkwasserstauseen einen kritischen Tiefstand ihres Wasserpegels. In fünf der neun Provinzen des Landes – Freistaat, KwaZulu-Natal, Limpopo, Mpumalanga und Nordwest – wurde im November 2015 der Katastrophenfall ausgerufen. Weitere drei Provinzen – außer Gauteng – folgten später. Im Januar 2016 kam es zu sehr hohen Temperaturwerten und starken Regenfällen in der Region um Johannesburg, wogegen im Nordwesten des Landes nur sehr wenig Niederschläge fielen.
Auch Botswana, Madagaskar, Mosambik Namibia und Sambia waren betroffen. In Sambia sank der Wasserstand der Kariba-Talsperre so sehr, dass das Wasserkraftwerk ausfiel und es zu häufigen Stromausfällen im Land kam.
Die Hungerkatastrophe verschärfte sich in Malawi. Im Juni 2016 empfahl Präsident Peter Mutharika den Hungernden, Grashüpfer und Mäuse zu essen. Im Juli 2016 stellte der botswanische Präsident und damalige Vorsitzende der Southern African Development Community, Ian Khama, einen Plan vor, nach dem 2,7 Milliarden US-Dollar erbeten werden sollen, um die Ernährung in den betroffenen Ländern des südlichen Afrika sicherzustellen.
Der südafrikanische Wetterdienst kam im Mai 2016 zur Einschätzung, dass die bislang vorherrschenden meteorologischen Erscheinungen von El Niño sich im stetigen Rückgang befinden und sich die Klimadaten wieder normalisieren. Im zweiten Halbjahr kam es unter anderem in Lesotho zu vermehrten Niederschlägen; weiterhin sind aber viele Menschen auch im Jahr 2017 auf Nahrungsmittelhilfe angewiesen. 2017 gab es in Lesotho die beste Getreideernte der letzten zehn Jahre, so dass sich die Lage weiter entspannte.

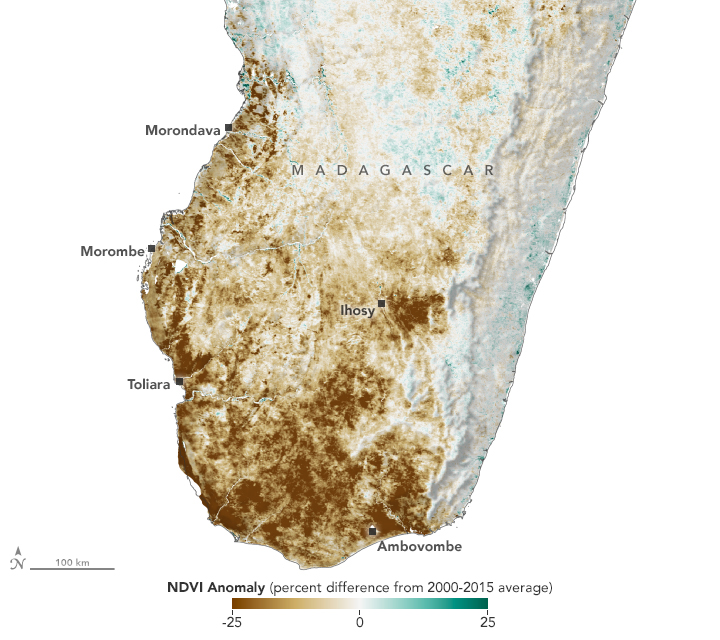
Dürre im Süden Madagaskars: NDVI des Zeitraums 25. Juli 2020 bis 24. Juli 2021 im Vergleich zu den Durchschnittswerten der Jahre 2000 – 2015

Nach weiteren Dürreperioden waren 2020 nach UN-Schätzungen erneut rund 500.000 Lesother auf Nahrungsmittelhilfe angewiesen. Im Süden Madagaskars hat sich die Situation bis heute (Stand: 2021) nicht entspannt. In dem Land fielen zwischen November 2020 und Januar 2021 weniger als die Hälfte der normalen Niederschläge. Es handelt sich um die verheerendste Dürre in Madagaskar seit 40 Jahren. Zudem verschlimmerte die fortschreitende COVID-19-Pandemie die Lage. Einer Pressemeldung der Welthungerhilfe vom 8. Mai 2021 zufolge sei das Leben von bis zu einer Million Menschen in Gefahr.

## Auswirkungen in Ostafrika
Die Auswirkungen erfassten auch Bereiche Ostafrikas, am stärksten in Äthiopien und dort vor allem in der Region Afar. In dem Land waren im Februar 2016 rund zehn Millionen Menschen von Hunger bedroht. Auch in Somalia führte das Ausbleiben von Regenfällen zu einer Hungersnot, die auch 2017 anhielt und im Mai 2017 zu einer Konferenz von Geberländern in London führte. In Kenia, wo es durch El Niño üblicherweise zu vermehrten Regenfällen kommt, blieben die Niederschläge ebenfalls weitgehend aus. Auch dort hielt die Dürre 2017 an, ebenso wie in Äthiopien. Im Juni 2017 rief der deutsche Bundespräsident Frank-Walter Steinmeier zur Hilfe für die Dürreopfer auf. Im Dezember 2017 waren nach Angaben des Welternährungsprogramms der Vereinten Nationen rund zehn Millionen Äthiopier sowie Teile Somalias von der Dürre betroffen.
Im November 2021 hatte die somalische Regierung wegen den Folgen einer neuen Dürre den nationalen Notstand ausgerufen. Im Jahr 2022 herrschte am Horn von Afrika die schlimmste Dürre seit 40 Jahren. Die Dürre vertrieb allein von Januar bis Juni 2022 allein in Somalia mehr als 800.000 Menschen aus ihren Dörfern. Laut Angaben der Regierung Somalias war Mitte 2022 mehr als ein Drittel der Landesbevölkerung von Hunger bedroht.
Laut dem Regionaldirektor der Uno-Migrationsorganisation IOM sind (Stand Ende September 2022) mehr als sieben Millionen Menschen vom Hunger bedroht, fast die Hälfte der Bevölkerung.
In Somalia, Kenia und Äthiopien zusammen waren im Juni 2022 18,4 Millionen Menschen von Lebensmittelmangel, Hunger und Unterernährung betroffen.